# نینا آقاولیان
نینا گغامی آقاوِلیان (ارمنی: Նինա Գեդեոնի Աղավելյան؛ انگلیسی: Nina Aghavelyan؛ زادهٔ ۱ نوامبر ۱۹۵۷) نقاش اهل ارمنستان است.

## زندگی‌نامه
وی در ۱ نوامبر ۱۹۵۷ ‏در کاپان به دنیا آمد و از دانشگاه دولتی ایروان فارغ‌التحصیل گشت. وی عضو اتحادیه نقاشان ارمنستان است.